# Michaił Diegtiar
Michaił Wasiljewicz Diegtiar (ros. Михаи́л Васи́льевич Дегтя́рь, ur. 1906, zm. ?) – radziecki dyplomata.
Należał do WKP(b), 1945-1951 był radcą Ambasady ZSRR w Kanadzie, od 1951 do lipca 1951 ekspertem-konsultantem Wydziału Ekonomicznego Ministerstwa Spraw Zagranicznych ZSRR. Od 10 lipca 1953 do 5 czerwca 1960 ambasador nadzwyczajny i pełnomocny ZSRR w Afganistanie, 1961-1965 zastępca generalnego sekretarza MSZ ZSRR, od 6 sierpnia 1965 do 29 maja 1971 ambasador nadzwyczajny i pełnomocny ZSRR w Pakistanie.